# Пазар на вещиците
Пазарът на вещиците (на испански: El Mercado de las Brujas – Ел Меркадо де лас Брухас, и La Hechicería – Ла Ечисерия) е уличен пазар, популярна туристическа атракция в Ла Пас, Боливия.
Стоките на пазара се продават от местни знахари, наричани ятири (yatiri). Ятирите могат да бъдат лесно разпознати с техните черни шапки и торби, в които носят амулети, талисмани и прахчета за късмет, красота и плодовитост.
На пазара могат да се намерят разни отвари, сушени жаби и лечебни растения, които се използват в боливийски ритуали. Най-популярните стоки на пазара са мъртвите ембриони на лами. Смята се, че заравянето на тези зародиши под земята на нова постройка е свещен дар за богинята Пачамама.